# Aie Haji
Aie Haji is een bestuurslaag in het regentschap Zuid-Pesisir van de provincie West-Sumatra, Indonesië. Aie Haji telt 22.938 inwoners (volkstelling 2010).